# José Carabaño
José Carabaño (Caracas, 20 de noviembre de 1993) más conocido como Junior, es un ejecutivo de la música, mánager y artista gráfico venezolano. Es el cofundador y vicepresidente de Rimas Entertainment, y además el representante de artistas como Neutro Shorty, Big Soto entre otros.
En el 2018, Junior fue incluido en la lista de las figuras más importantes de la música independiente según la revista estadounidense Billboard.

## Biografía
Empezó en el grafiti en las calles de Barquisimeto, Venezuela. En el 2011 desarrolló todo el concepto gráfico de De La Ghetto. Esto le permitió adentrarse en la industria musical urbana latina y terminó expandiéndose hasta llegar a trabajar con otros artistas como Ozuna, Daddy Yankee, entre otros.
En el 2017 estuvo a cargo del diseño y desarrollo del primer álbum de Ozuna titulado Odisea. Como parte de la estrategia de promoción, desarrolló junto a su equipo el videojuego para móviles Odisea The Game que alcanzó más de 100.000 descargas en tiendas digitales.
En el 2018, fue catalogado por Billboard como Amplificador Digital en la lista de los 48 Trabajos del Mañana en la industria musical latina.
En el 2019 fue el encargado del plan de trabajo de Kevin Roldán, artista que representó en conjunto con Universal Music con quienes lanzó al mercado su primer álbum de estudio, que ya cuenta con más de 2 billones de reproducciones.
En el 2023 jugó un papel fundamental para firmar a Tony Dize, artista que tenía muchos años sin publicar nuevas canciones.Luego de varios campamentos de composición y meses de planificación se efectuó su esperado regreso el 26 de septiembre de 2024 con su sencillo «Quisiera»La revista estadounidense Rolling Stone catalogó este regreso como inevitable y fue incluido en las recomendaciones de estrenos de la semana.
En 2024 fue quien encabezó la firma de Latin Mafia. Latin Mafia fueron nominados en la categoría Best New Artist de la 25.ª entrega anual de los Premios Grammy Latinos.
En el 2024, fue incluido en la lista de Billboard Latin Power Players, una lista que reconoce a los ejecutivos más influyentes del mundo de la música latina.

## Discografía

### Como conceptualizador discográfico
| Año  | Artista                                                    | Álbum                                |
| ---- | ---------------------------------------------------------- | ------------------------------------ |
| 2013 | Ozuna                                                      | El Proceso The Mixtape               |
| 2013 | Gotay El Autentiko                                         | El Del Vibrato                       |
| 2014 | Chino & Nacho                                              | Chino & Nacho Live                   |
| 2015 | Kent y Tony                                                | HD                                   |
| 2015 | Daddy Yankee, Plan B                                       | Sábado Rebelde                       |
| 2015 | Los De La Nazza                                            | Orion                                |
| 2016 | Los De La Nazza, J Quiles                                  | Imperio Nazza: Justin Quiles Edition |
| 2017 | Kendo Kaponi                                               | Kendo Edition                        |
| 2017 | Ozuna                                                      | Odisea                               |
| 2017 | Jowell & Randy; J Balvin; Ozuna; Nicky Jam, Wisin & Yandel | Bonita - Remix                       |
| 2018 | Ozuna, Romeo Santos                                        | El Farsante                          |